# Annona manabiensis
Annona manabiensis este o specie de plante angiosperme din genul Annona, familia Annonaceae, descrisă de William Edwin `Ned' Safford și Robert Elias Fries. A fost clasificată de IUCN ca specie pe cale de dispariție (stare critică). Conform Catalogue of Life specia Annona manabiensis nu are subspecii cunoscute.